# サクサイワマン

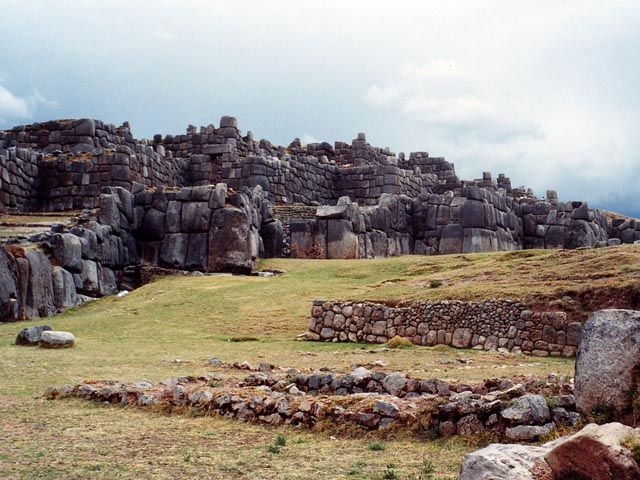
サクサイワマン遺跡（1989年10月撮影）

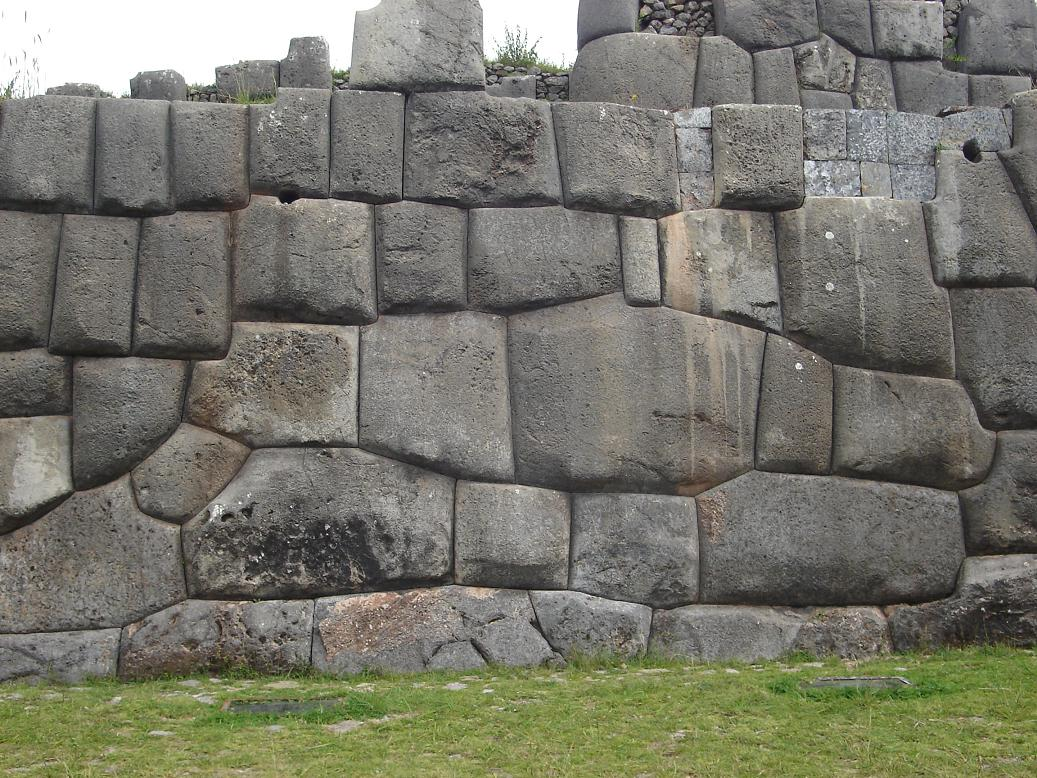
カモをかたどった石組み（2007年2月撮影）

サクサイワマン（Saksaq Waman、ケチュア語で満腹のハヤブサの意味）は、インカの遺跡である。目的は城砦（城塞、要塞）、宗教施設、その双方を兼ねた建造物など諸説あるが、確定していない。

## 概要
ペルーの南東部に位置するインカ帝国の古都クスコ市の北に立地する。同市はインカにおける聖なる動物ピューマをかたどって建設されたとする説があるが、この説に従えばサクサイワマンはピューマの頭に相当する。巨石を惜しみなく用いたインカ文明特有の堅固な石組みが階段状に3段ずつ、幅数百メートルの平地を挟んだ南北の丘に築かれている。インカの天上・地上・地下の3つを意識した独特の世界観が反映された結果、3段という段数が選択された。格段は石で作られた階段で結ばれている。
遺跡を構成する石組みは巧みにデザインされており、リャマやヘビ、カモ、魚等の動物をかたどった箇所がある。これらはそれぞれ数メートルから十数メートルの規模を持つ。かつては東西に並ぶ3つの巨大な塔が建っていたがスペイン人によってことごとく破壊され、現在はその基礎のみが残っている。

## 歴史
インカ帝国の第9代皇帝パチャクティの命によって1438年以降に建設が開始され、約50年後の第11代皇帝ワイナ・カパックの在位中に完成したとされる。フランシスコ・ピサロをはじめとするスペイン人による征服で首都が陥落した後の1536年に行なわれたクスコ奪還戦では、マンコ・インカ・ユパンキ率いるインカ軍の拠点となった。

## その他
現在でも、クスコの人々によってインティ・ライミ（ケチュア語：Inti Raymi,　太陽（インティ）の祭り）が毎年6月24日に行われている。冬至に行なわれるこの祭りは、インカの伝統的な成人式に当たる。